# Кётанабе
Кётанабе (яп. 京田辺市 Кё:танабэ-си) — город в Японии, находящийся в префектуре Киото. Площадь города составляет 42,92 км², население — 73 773 человека (1 октября 2020), плотность населения — 1718,85 чел./км².

## Географическое положение
Город расположен на острове Хонсю в префектуре Киото региона Кинки. С ним граничат города Явата, Дзёё, Хираката, Икома и посёлки Иде, Сейка.

## Население
Население города составляет 73 773 человека (1 октября 2020), а плотность — 1718,85 чел./км². Изменение численности населения с 1980 по 2005 годы:
| 1970 | 21 507 чел. |  |
| 1975 | 30 022 чел. |  |
| 1980 | 39 198 чел. |  |
| 1985 | 44 465 чел. |  |
| 1990 | 48 899 чел. |  |
| 1995 | 53 040 чел. |  |
| 2000 | 59 577 чел. |  |
| 2005 | 64 008 чел. |  |
| 2010 | 67 910 чел. |  |
| 2015 | 70 835 чел. |  |

## Символика
Деревом города считается сальное дерево, цветком — рододендрон.